# 내화성화

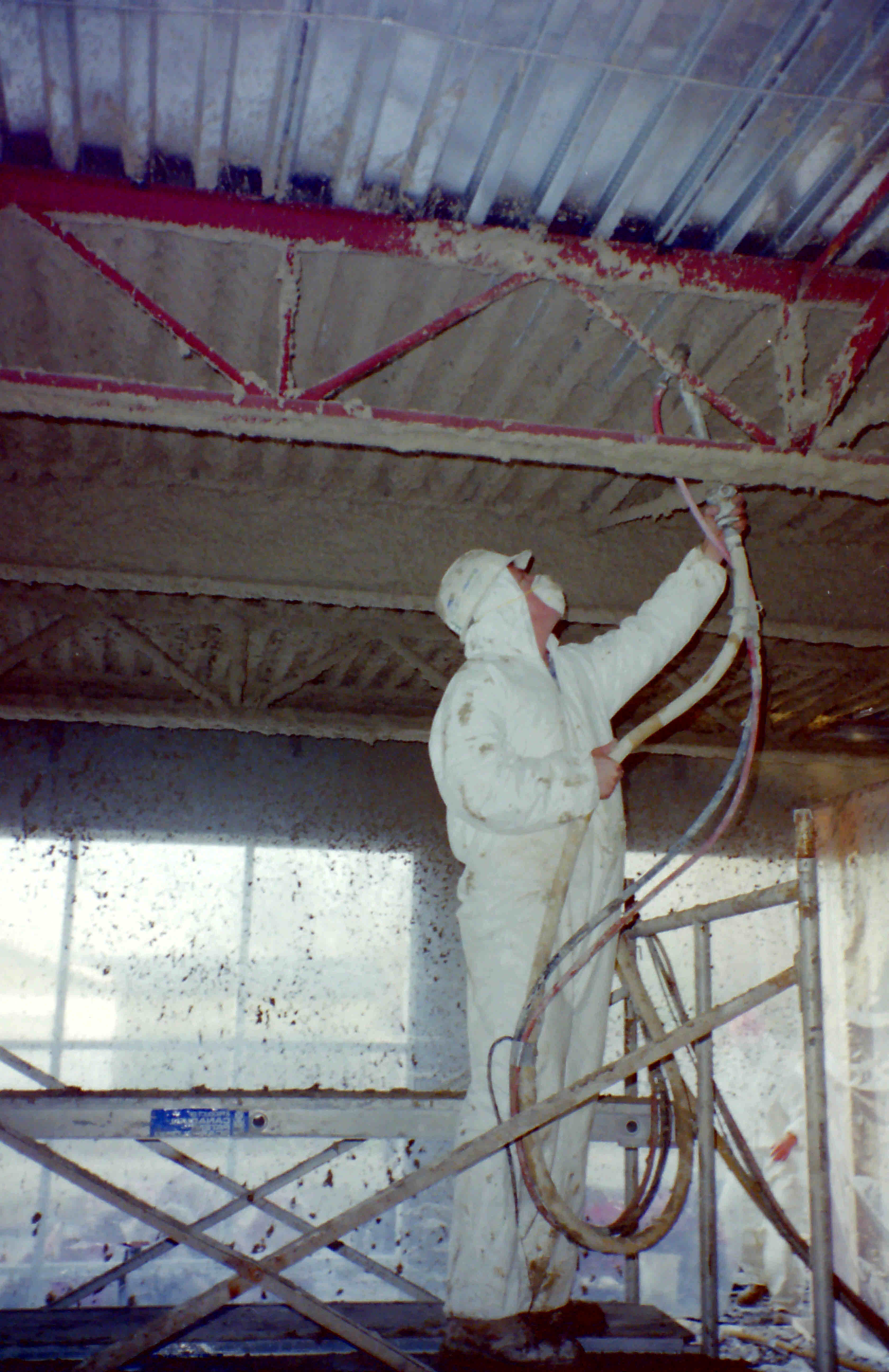

내화성화 또는 파이어프루핑(fireproofing)은 무언가를 불에 저항하도록 만들거나 가연되지 않도록 만드는 작업이나 성질을 의미한다. 이를 통해 이루어진 구조는 내화성 또는 내화구조라고 부른다.
내화성화는 북아메리카의 건설 사양에 반영된 표준과 결합되어 사용되는 경우가 있다.

## 시장
- 상업 건설
- 주거 건설
- 산업 건설
- 해양 (선박)
- 공기역학
- 터널 콘크리트벽과 천장
- 지하, 지상 채광 작업

## 같이 보기
- 채널 터널
- 건설
- 불
- 수화물
- 액화석유가스
- 플라스터